# Broodoproer

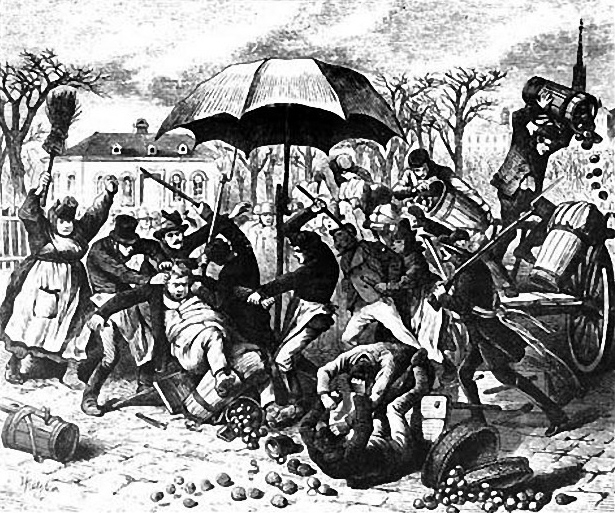
Aardappeloproer in Berlijn 1847

Met het  Broodoproer wordt meestal geduid op de opstanden die omstreeks 1845-1847 op verschillende plaatsen in onder meer Nederland, Vlaanderen en Duitsland plaatsvonden naar aanleiding van de grote voedselschaarste, armoede en honger in die periode. Veel van deze opstanden worden ook wel aardappeloproer genoemd. In Groningen waren de ongeregeldheden zo ernstig dat er doden vielen. Daar werd ook wel gesproken van de broodoorlog.
De term broodoproer wordt ook in meer algemene zin gebruikt, als voedseloproer, om (structurele) onlusten mee aan te duiden die voortkomen uit te weinig of te duur voedsel. In de laatste decennia van de 20e eeuw en de eerste decennia van de 21e eeuw zijn er verscheidene van dergelijke opstanden geweest, zoals in Egypte en Tunesië.

## Broodoproer in Europa, 1845-1847

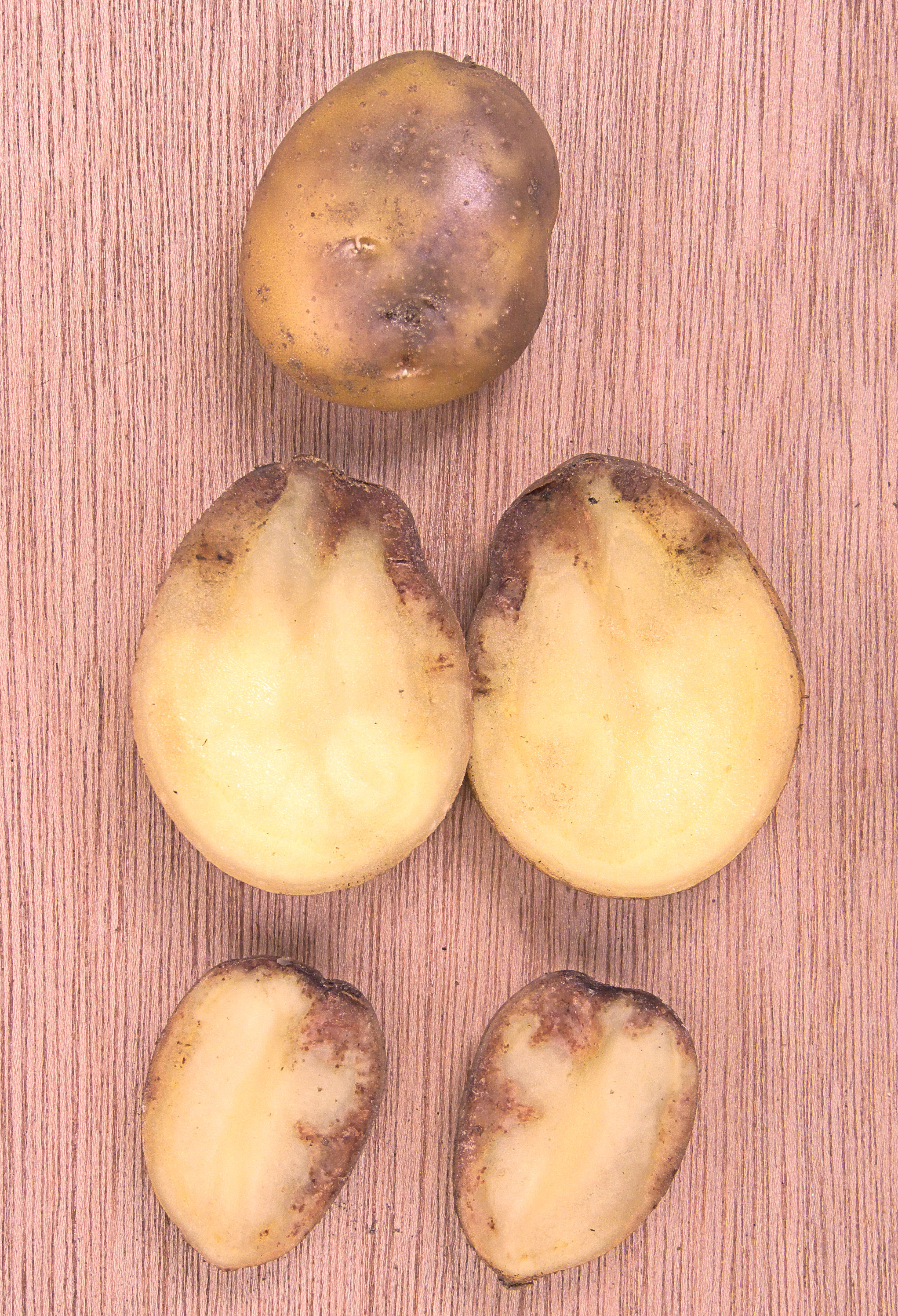
Aangetaste aardappels door Aardappelziekte

Een van de aanleidingen voor het broodoproer halverwege de 19e eeuw vormden misoogsten van de aardappel. Om deze reden wordt ook wel van aardappeloproer gesproken. Door de aardappelziekte waren er in 1845 en 1846 in veel Europese landen zeer lage aardappelopbrengsten. In Groningen bijvoorbeeld halveerde de oogst. Daarbij kwam ook nog eens de misoogst van rogge in 1846. Internationaal nam de vraag naar landbouwproducten enorm toe en daarmee de druk om te exporteren. Als gevolg hiervan stegen de voedselprijzen in Nederland sterk. Zo verdubbelde de prijs van erwten en roggemeel, verdrievoudigde de prijs van roggebrood en verviervoudigde de prijs van aardappelen. De armoede was daarentegen groot, zodat velen geen toegang hadden tot voedsel. Mede als gevolg van de voedseltekorten ontstond op veel plaatsen hongersnood. Het aantal zieken en de sterfte onder de bevolking namen aantoonbaar toe.

### Delft
Als reactie op de voedseltekorten en hoge voedselprijzen braken op verschillende plaatsen onlusten uit. Hoewel de overheid nog probeerde via verlaging van de voedselprijzen of andere maatregelen het tij te keren, was dit tevergeefs. Onder meer in Leiden, Den Haag en Haarlem waren ongeregeldheden. Op 22 september 1845 braken in Delft hevige rellen uit, die slechts met behulp van het leger onderdrukt konden worden. De opstandelingen richtten zich tegen bakkers, kooplieden in aardappels en grutterswaren. Talloze glazen ruiten werden verbrijzeld door de stenen die werden gegooid en ook het houtwerk moest er aan geloven. Verschillende boodbakkerswinkels werden geplunderd en het brood onder de hongerigen verdeeld. Uiteindelijk werden er acht mensen bestraft. Allen kregen een geldboete en een forse celstraf, uiteenlopend van 20 maanden tot 7 jaar.

### Groningen

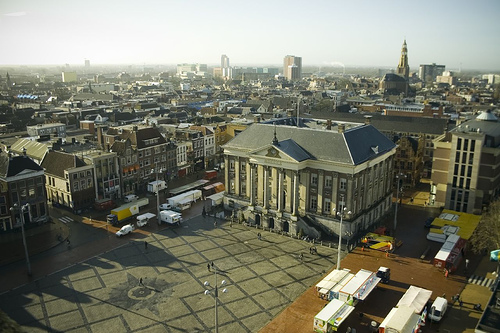
Het Groninger stadhuis en de Grote markt

In 1847, deden zich onder meer in Groningen ernstige ongeregeldheden voor. Ook in Groningen hadden de boeren te maken met misoogsten als gevolg van hagel (1843) en droogte (1845). Tevens heerste vanaf 1845 de aardappelziekte. Het waren echter de (land)arbeiders die het meest te lijden hadden. Velen waren werkloos, de lonen waren laag, de behuizing was slecht en ziektes als cholera eisten hun tol.
Het ontslag van een aantal bouwvakkers in de stad Groningen was de directe aanleiding voor de opstand. Op 28 juni 1847 verzamelden zich in de loop van de dag steeds meer mensen bij het Groningse stadhuis en werden verschillende ruiten ingegooid. De stadsbestuurders ervoeren dit als zo bedreigend dat ze de hulp van militairen vroegen. Uiteindelijk openden dezen het vuur op de woedende menigte. Daarbij vielen 4 doden en 13 gewonden. De onrust verdween daardoor bepaald niet en korenpakhuizen, bakkerijen, grutterswinkel, huizen van graanhandelaars en commissonairs, die als medeplichtigen werden gezien voor de crisis, werden geplunderd. Bij deze acties vielen ten minste 6 doden en vele gewonden. De militairen en politie herstelden de orde en er werden 23 personen gearresteerd. Als maatregel verlaagde het stadsbestuur vervolgens de broodprijzen.

### Andere plaatsen

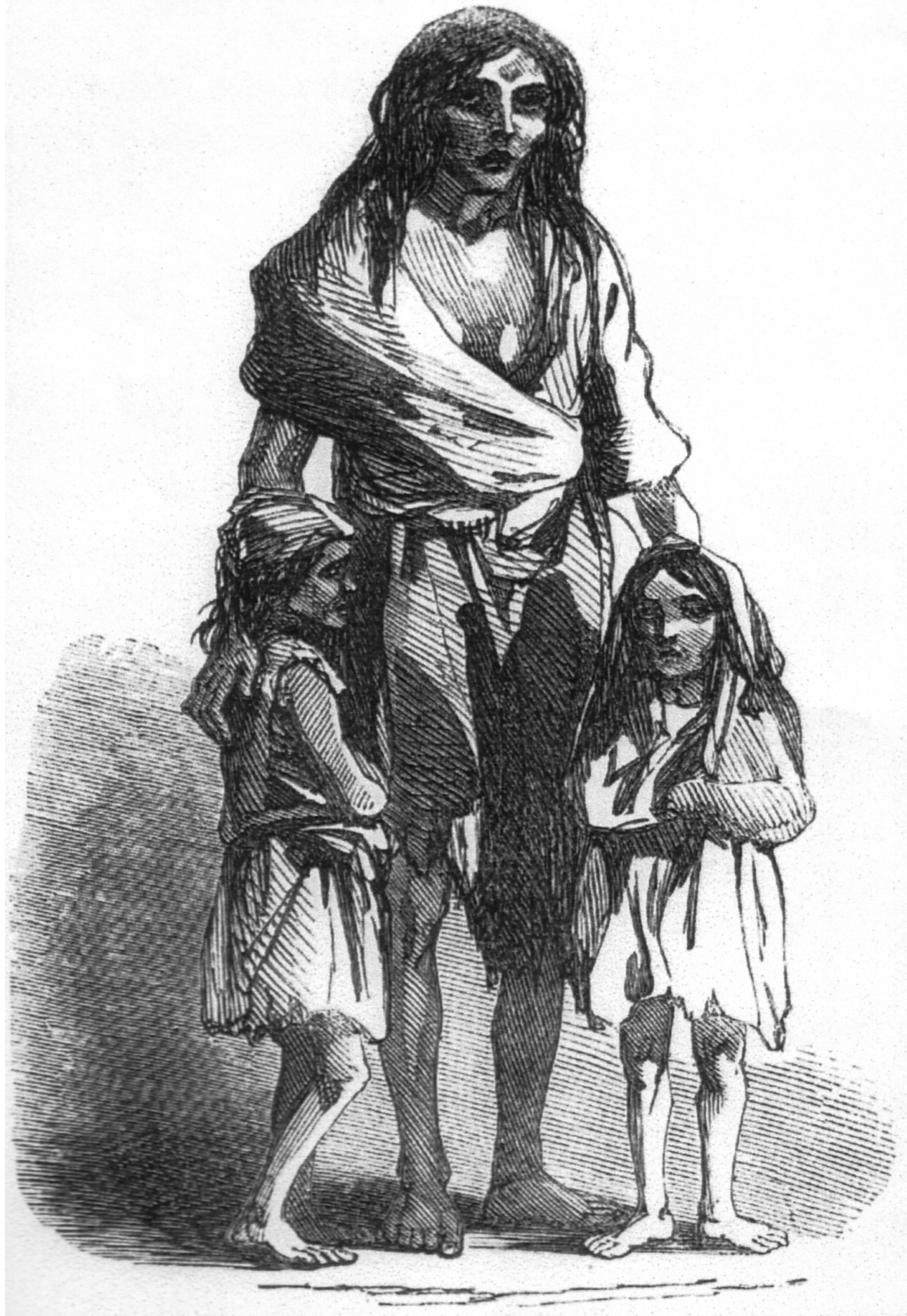
Beeld van de hongersnood in Ierland

Ook in andere delen van Nederland, waaronder Noord-Brabant, Overijssel, Gelderland en Friesland, was sprake van onlusten in verband met de nijpende voedselsituatie en grote armoede, maar nergens was het aantal slachtoffers zo groot als in Groningen.
De voedselproblematiek rond 1847 beperkte zich bepaald niet tot Nederland en deed zich in grote delen van Europa voor, en soms veel ernstiger. Het meest dramatisch  was de Ierse hongersnood (1845-1850) die een miljoen slachtoffers eiste.
Het verzet was evenmin uniek voor Nederland. Zo waren er in 1847 ook voedselrellen in Vlaanderen. In hetzelfde jaar werd het driedaagse  aardappeloproer in Berlijn door het leger onderdrukt. Deze Berlijnse opstand wordt gezien als de opmaat naar de maartrevolutie van 1848.

## Broodoproer in andere perioden

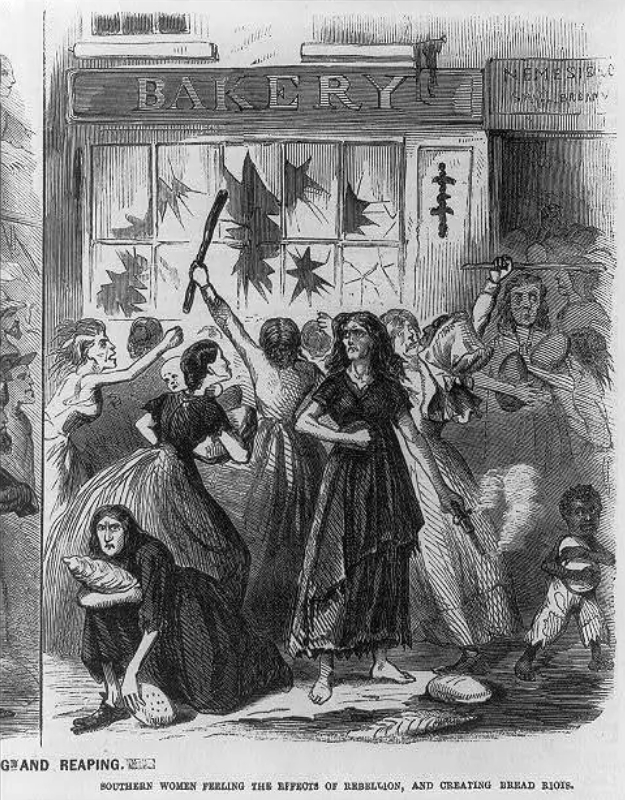
Broodoproer in Richmond 1860

De term broodoproer wordt ook voor voedselopstanden van langer geleden gebruikt, bijvoorbeeld voor de Opstand van het Kaas- en Broodvolk in Alkmaar (1492), en eveneens voor vergelijkbare gebeurtenissen buiten Europa, zo bijvoorbeeld voor het broodoproer in 1860 te Richmond (VS).
Daarnaast hadden verschillende landen in Afrika en het Midden-Oosten te maken met broodoproer, bijvoorbeeld in Egypte (1977), Jordanië (1996) en Tunesië (2010).